# Пісковий комишик південний
Пісковий комишик південний, фімбристиліс двороздільний, Комишник двороздільний (Fimbristylis bisumbellata) — вид рослин з родини осокових (Cyperaceae), поширений на півдні Європи та в Азії.

## Опис
Однорічна рослина 10–20 см заввишки. Рослина з тупогранними стеблами, вкритими вузько-лінійними листками. Суцвіття зонтикоподібні, кінцеві, загорнуті кількома приквітковими листками. Колоски багатоквіткові, подовжено-яйцеподібні, коричневі, ≈ 5 мм довжиною. Горішок ≈ 1 мм довжиною, двоопуклий з поздовжніми ребрами.
Цвіте в липні — вересні. Плодоносить у серпні — жовтні.

## Поширення
Поширений на півдні Європи, великій частині Африки, південній частині Азії, північній Австралії та Центральній Америці.
В Україні вид зростає на вологих пісках — поблизу Олешків Херсонської області.

## Загрози й охорона
Загрозами є освоєння території, господарське використання, осушення, рекреаційне навантаження.
Занесений до Червоної книги Україні в статусі «Зникаючий». Не охороняється.